# Amerikaanse auto in 1916
Dit artikel geeft een overzicht van alle Amerikaanse personenwagens geproduceerd in 1916 door een significante autoconstructeur. De auto's staan alfabetisch gerangschikt per merk. Hier staan enkel Amerikaanse merken, ongeacht of ze eigendom zijn van een niet-Amerikaans concern. Ook gaat het om constructeurs die algemeen bekend zijn met auto's die algemeen voor het publiek verkrijgbaar zijn. 
| Cadillac |                  | concern:                  | General Motors Verenigde Staten |
| Cadillac | divisie:         |                           |                                 |
| Cadillac | merk:            | Cadillac Verenigde Staten |                                 |
| Cadillac | model:           | Type 53                   |                                 |
| Cadillac | einde productie: | 1921                      |                                 |
| Cadillac | productieaantal: | ?                         |                                 |

| Chevrolet |                  | concern:                   | Onafhankelijk |
| Chevrolet | divisie:         |                            |               |
| Chevrolet | merk:            | Chevrolet Verenigde Staten |               |
| Chevrolet | model:           | 490                        |               |
| Chevrolet | einde productie: | 1922                       |               |
| Chevrolet | productieaantal: | ?                          |               |

| Pierce-Arrow |                  | concern:                      | Onafhankelijk |
| Pierce-Arrow | divisie:         |                               |               |
| Pierce-Arrow | merk:            | Pierce-Arrow Verenigde Staten |               |
| Pierce-Arrow | model:           | Model 66                      |               |
| Pierce-Arrow | einde productie: | 1916                          |               |
| Pierce-Arrow | productieaantal: | ?                             |               |

| Standard USA |                  | concern:                      | Onafhankelijk Verenigd Koninkrijk |
| Standard USA | divisie:         |                               |                                   |
| Standard USA | merk:            | Standard USA Verenigde Staten |                                   |
| Standard USA | model:           | Type E                        |                                   |
| Standard USA | einde productie: | 1918                          |                                   |
| Standard USA | productieaantal: | ?                             |                                   |